# ناعومي تشانس
ناعومي تشانس (بالإنجليزية: Naomi Chance)‏ هي ممثلة بريطانية، ولدت في 1930 في باث في المملكة المتحدة، وتوفيت في 2003 في إنجلترا في المملكة المتحدة.

## وصلات خارجية
- ناعومي تشانس على موقع IMDb (الإنجليزية)
- ناعومي تشانس على موقع قاعدة بيانات الفيلم (الإنجليزية)